# Semur-en-Vallon
Semur-en-Vallon – miejscowość i gmina we Francji, w regionie Kraj Loary, w departamencie Sarthe.
Według danych na rok 1990 gminę zamieszkiwało 429 osób, a gęstość zaludnienia wynosiła 28 osób/km² (wśród 1504 gmin Kraju Loary Semur-en-Vallon plasuje się na 886. miejscu pod względem liczby ludności, natomiast pod względem powierzchni na miejscu 762.).